# Cybèle
Pour les articles ayant des titres homophones, voir Cybele, Sibel, Sibell et Sybel.
Cet article possède des paronymes, voir Siebel et Les Sybelles.
Pour les articles homonymes, voir Cybèle (homonymie) et Agdistis.

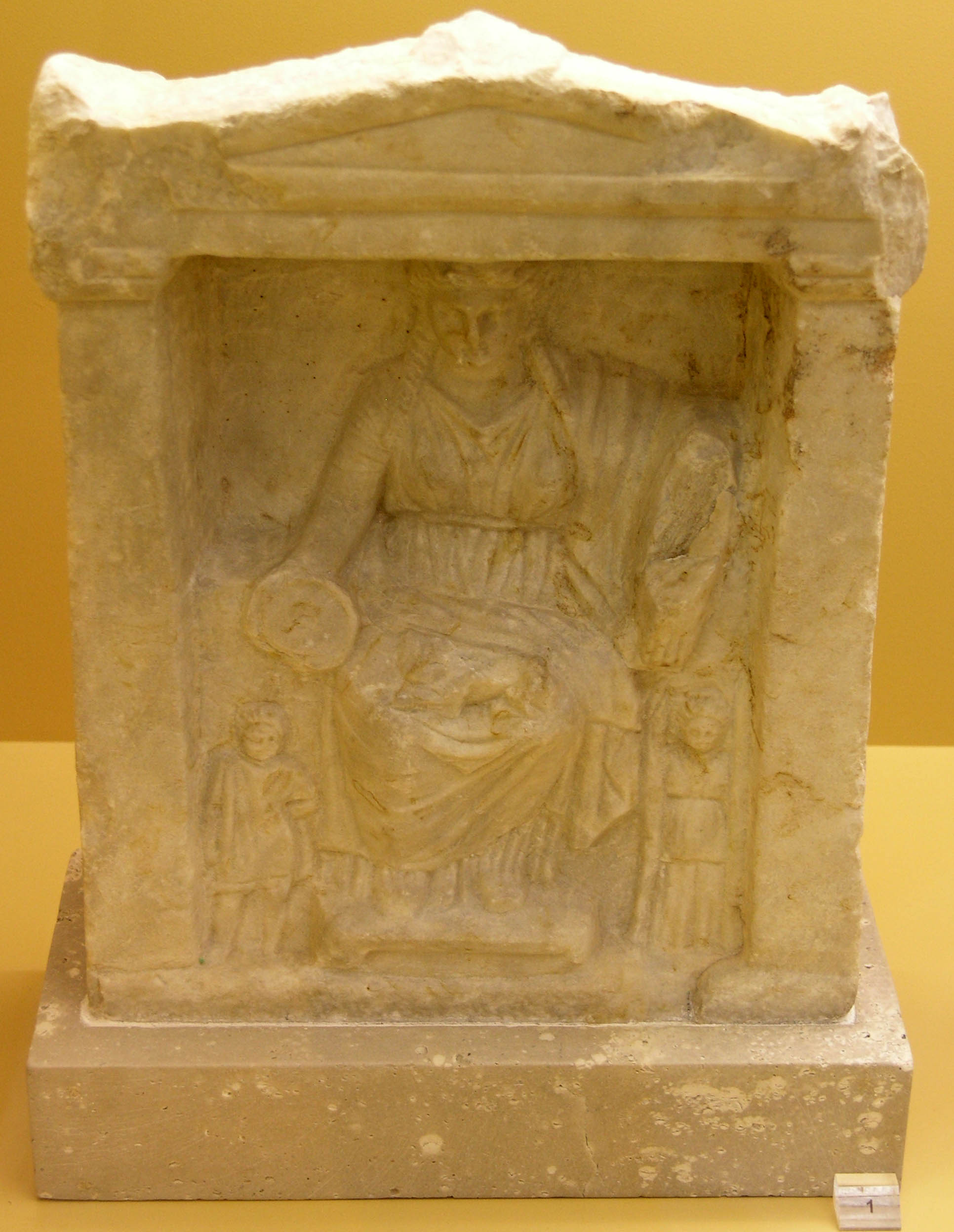
Cybèle trônant dans un naïskos,, musée de l'Agora antique d'Athènes.

Cybèle (en grec ancien : Κυϐέλη / Kybélê, nom peut-être tiré de celui d'une montagne de Phrygie) est une divinité d’origine phrygienne, adoptée d'abord par les Grecs puis par les Romains, personnifiant la nature sauvage. Elle est présentée comme « Magna Mater », Grande Déesse, Déesse mère ou encore Mère des dieux. C’est l’une des plus grandes déesses de l’Antiquité au Proche-Orient.

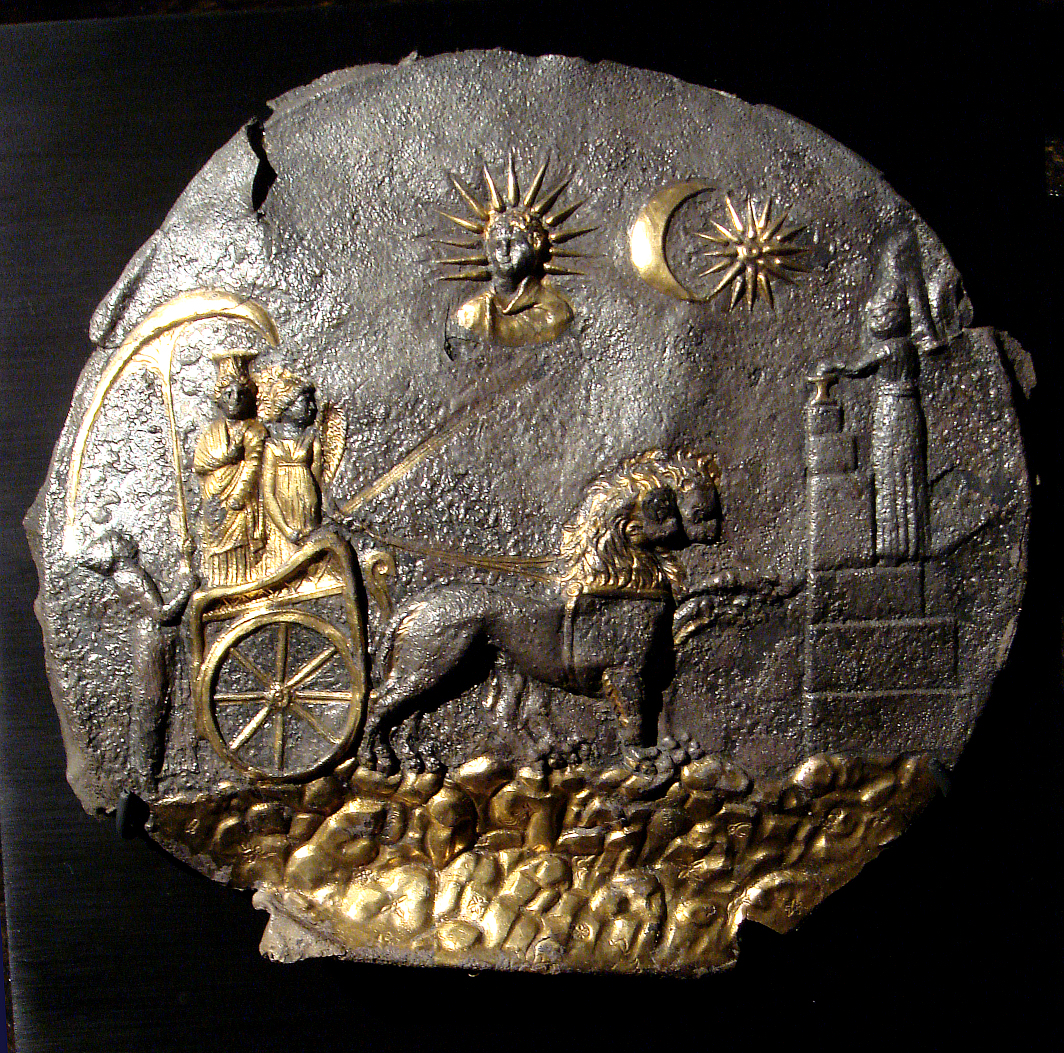
Plaque de Cybèle. Afghanistan, Aï Khanoum, sanctuaire du temple à niches indentées.

Elle est connue sous le nom d’Agdistis en Phrygie, dans la Turquie de l'ouest actuelle. Elle fut également associée aux déesses Astarté, Asherah, Tanit, Narundi (en) ou encore Al-Lat en Arabie préislamique. À la période romaine, elle est vénérée sous le nom d’Idæa mater (« mère de l’Ida »). Dans la mythologie grecque, on la surnomme Damia. Avec l'empereur Théodose, la religion chrétienne est devenue la seule religion acceptée, et le culte de Cybèle fut particulièrement visé au Ve siècle apr. J.-C. Pour nombre d’historiens[Lesquels ?], en raison de la ferveur religieuse qu'elle engendrait, elle serait à l’origine du culte rendu par l'Église catholique romaine à la Vierge Marie en Europe de l'Ouest et du Sud notamment. Cybèle fut également très populaire en Afrique du Nord phénicienne, puis gréco-romanisée, en particulier dans la Cyrénaïque.

## La divinité phrygienne
À l'origine, Cybèle est une déesse de la mythologie phrygienne, vénérée par ce peuple au moins depuis le début du XIIe siècle av. J.-C., date de la constitution de son royaume en Asie Mineure. Selon Hérodote, les Phrygiens, profitant de l'effondrement de la puissance hittite (vers 1180 à 1170 av. J.-C.), seraient venus de Thrace pour s'installer dans le nord-ouest de l'Anatolie et y fondèrent un royaume[réf. nécessaire].

## Mythe en Grèce et à Rome

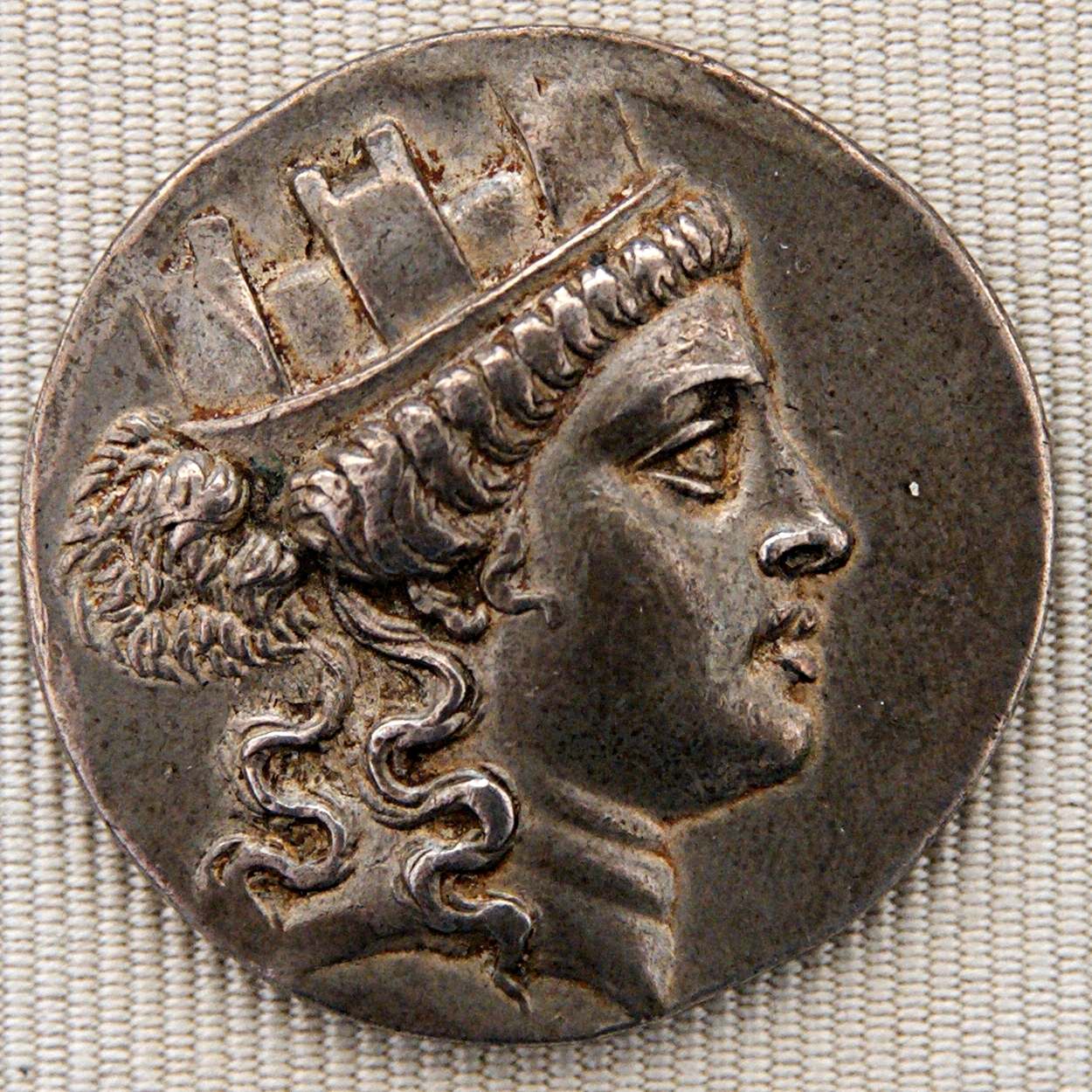
Tétradrachme d'argent de Smyrne, v. 160-150 av. J.-C., droit : Cybèle tourelée.

### Cybèle
Les versions du mythe de Cybèle sont contradictoires.
Déesse phrygienne dans la tradition lydienne, Cybèle est issue du père des dieux, mais abandonnée à sa naissance et recueillie par un léopard ou un lion. Celui-ci éveillera la déesse aux mystères qui lui permettront de rédiger ses récits sibyllins. Elle dispose des clés de la terre donnant accès à toutes les richesses, et son trône est gardé par deux fauves, lions, du nom d’Atalante et d’Hippomène, héros grecs punis pour avoir copulé dans son temple.
Selon la mythologie grecque, elle initie Dionysos à ses mystères. Les Romains l’adoptèrent à leur tour, en l’assimilant notamment à Cérès. Ils organisaient en son honneur, au printemps, des jeux qui furent très populaires sous l’Empire.
Elle est aussi parfois considérée comme la mère de Nicée qu'elle eut avec Sangarios.
Cette Déesse mère était honorée dans l’ensemble du monde antique. Le centre de son culte se trouvait en Asie mineure (Anatolie actuelle) sur le mont Dindymon, à Pessinonte, où le bétyle (une pierre noire) qui la représentait serait tombé du ciel. Principalement associée à la fertilité, elle incarnait aussi la nature sauvage, symbolisée par les lions qui l’accompagnent. On disait qu’elle pouvait guérir des maladies) et qu’elle protégeait son peuple pendant la guerre. Elle était connue en Grèce dès le Ve siècle av. J.-C. et se confondit bientôt avec la mère des dieux (Rhéa) et Déméter.
En 204 av. J.-C., au plus fort de la deuxième guerre punique, les Romains, obéissant à une prophétie des Livres sibyllins, et à un oracle de Delphes, envoyèrent des ambassadeurs à Pessinonte : ils étaient chargés de la mission de rapporter à Rome la pierre sacrée. Celle-ci fut escortée pendant le voyage de retour par cinq quinquérèmes et miraculeusement accueillie par la vestale Claudia Quinta. Dans un premier temps, elle est placée dans le temple de la Victoire situé au sud-ouest de la colline du Palatin à l’intérieur du Pomœrium, en attendant l’achèvement de son propre temple dédié le 9 avril 191 av. J.-C.,. Le culte fit l’objet d'une surveillance étroite jusqu’à la fin de l’époque républicaine, et les citoyens romains n’avaient pas le droit de participer au sacerdoce et aux rites (encore qu’ils aient pu participer à la fête de la déesse, les Megalesia). La statue demeurait dans le temple et ses services étaient assurés par des prêtres orientaux (les Galles), bien que les processions des prêtres fussent autorisées, les restrictions furent levées par l’empereur Claude.
On a établi un rapport étroit entre l’Artémis vénérée à Éphèse et les grandes déesses d’autres peuples : on pense d’ailleurs qu’elles ont une origine commune. « Artémis présente de si étroites analogies avec Cybèle la déesse phrygienne, et avec d’autres représentations féminines de la puissance divine dans les pays d’Asie, telles que Ma de Cappadoce, Astarté ou Ashtaroth de Phénicie, Atargatis et Mylitta de Syrie, qu’on peut penser que toutes ces divinités ne sont que les variantes d’un seul et même concept religieux, qui présente quelques différences selon les pays, différences qui s’expliquent du fait que ce concept a évolué en fonction des circonstances locales et de la mentalité du pays ».

### Cybèle et Attis

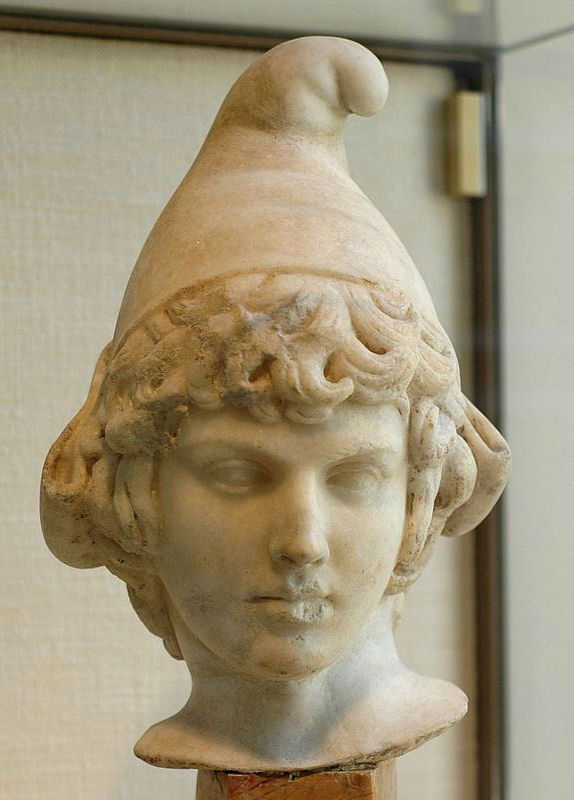
Attis enfant coiffé d'un bonnet phrygien, Cabinet des médailles de la Bibliothèque nationale de France.

Dans la mythologie grecque, Attis fut le jeune amant de la déesse. La version phrygienne de la légende raconte qu’Attis était le fils de Nana, fille du dieu fleuve Sangarios (un fleuve d’Asie Mineure). Elle le conçut après avoir cueilli la fleur de l’amandier. Quand Attis souhaita se marier à la nymphe Sangaride, Cybèle, qui l’aimait et en était jalouse, le rendit fou si bien qu’il se castra lui-même et se tua. Cette légende offre de nombreuses variantes visant à expliquer notamment que les prêtres de Cybèle, les Galles, sont des eunuques (ils pratiquaient des rituels d'auto-castration, tous les 24 mars, à l'occasion des sanguinaria). Attis n'apparaît que rarement en Grèce mais, associé à Cybèle, il est une divinité acceptée à Rome sous l’empereur Claude et constitue l’un des plus importants cultes à mystères de l’Empire romain.

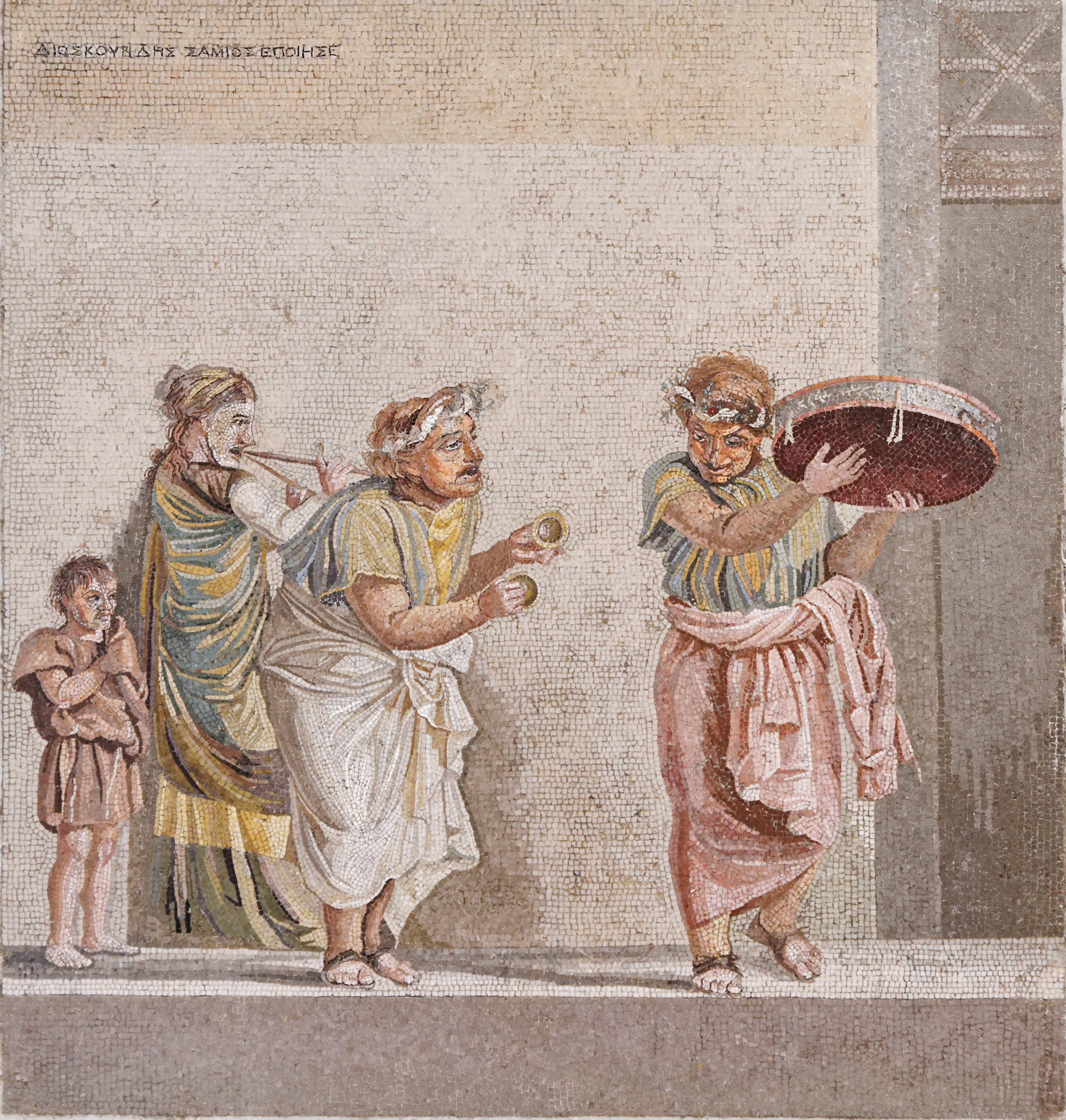
Les Musiciens ambulants du culte de Cybèle, mosaïque de Dioscoride de Samos,, villa de Cicéron à Pompéi, musée archéologique national de Naples.

Une version phrygienne rapporte que Cybèle enfant fut abandonnée sur une montagne et élevée par des lions ou par des léopards. Elle créa des danses et procura des cymbales à ses serviteurs, les Corybantes, pour qu'ils célèbrent ses rites. Dotée du don de guérison universel, Cybèle protège les enfants et les animaux sauvages.

## Origines proche-orientales de Cybèle

La Phrygie, lieu d'origine du culte de Cybèle, en Turquie.

### La déesse Koubaba
Une déesse nommée Koubaba est attestée dans des textes de nombreuses langues du Proche-Orient ancien et du monde méditerranéen, à partir de l’âge du bronze moyen en Anatolie centrale et jusqu’à l’époque de l’empereur romain Auguste. Dans des textes cunéiformes akkadiens et hittites, en louvite hiéroglyphique, puis en araméen, en lydien et en phrygien, et enfin en grec et en latin, avec de nombreuses variantes dans ses noms, au point qu’il est difficile de savoir si'l s'agit d'une seule déesse désignée par différents noms et adjectifs, ou à plusieurs divinités dérivant les unes des autres ou coexistant. Ce problème a été posé en 1960 par Emmanuel Laroche, linguiste spécialisé dans les langues de l’Anatolie antique, selon qui le nom grec de Cybèle (Κυβέλη, Kubélè) dérive de la déesse syro-anatolienne Koubaba, plus ancienne, qui était vénérée notamment au nord de la Syrie. Laroche se sert notamment d’un nom de déesse distinct mais très proche, Κυβήβη (Kubebe), également attesté, pour faire sa démonstration. Cette hypothèse est acceptée et renforcée par plusieurs autres historiens des religions.

### Cybèle-Kubeleya

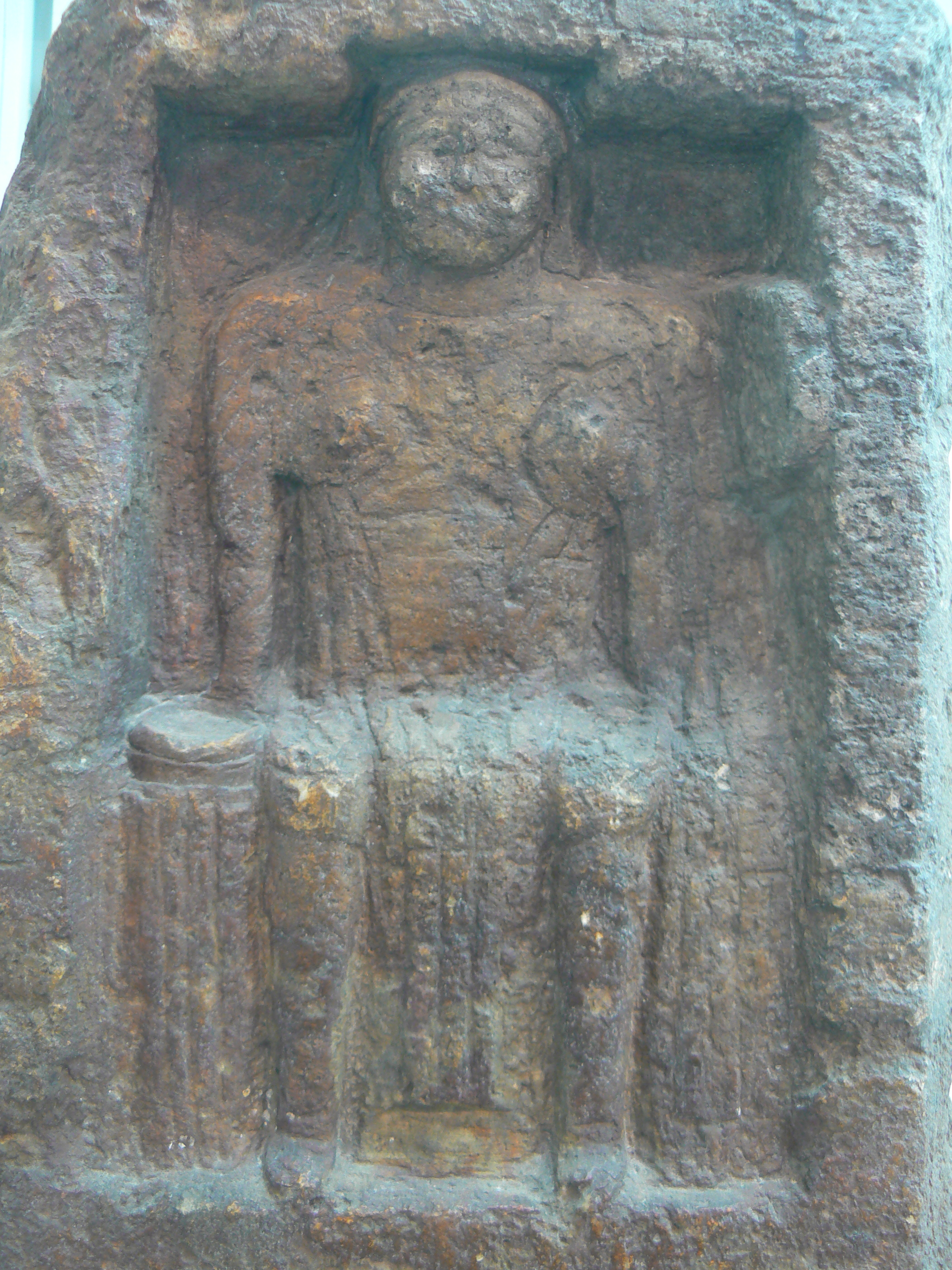
Musée archéologique de Bourgas, Bas relief artisanal de Cybèle.

Cependant, l’hypothèse a été fragilisée par des découvertes plus récentes montrant que le nom le plus fréquent de la déesse dans les textes en phrygien ancien est Matar (mère) ou Matar Kubeleya : il n’y a pas moyen de faire dériver Kubeleya de Koubaba. Cela est notamment dû au fait que Kubeleya n’est pas un nom mais un adjectif épithète de Matar. En grec ancien, le nom phrygien trouve manifestement des équivalents avec des expressions comme « la Mère » ou « la Mère des dieux » (ἡ Mήτηρ τῶν θεῶν). Selon les conclusions de Claude Brixhe, le nom grec Κυβέλη dérive du phrygien Kubeleya, mais n’a rien à voir avec le nom de Koubaba dont l’équivalent grec est Κυβήβη et non Κυβέλη. Plusieurs historiens de la religion ont alors émis l’hypothèse suivante : la déesse Koubaba et la déesse phrygienne dite Matar Kubeleya ont d’abord été deux divinités distinctes puisqu’il n’y a aucune parenté entre leurs noms ; mais à une époque postérieure, les auteurs grecs ont assimilé l’une à l’autre en raison de la proximité entre leurs noms en grec (Κυβήβη et Κυβέλη). Cette hypothèse est néanmoins nuancée par Mark Munn qui trouve une dérivation possible du nom « Koubaba » à l'adjectif phrygien Kubeleya et affirme ainsi l’existence d’une parenté linguistique indirecte entre le nom « Koubaba » et le nom grec Κυβέλη.

## Cybèle et la Vierge Marie
Pour de nombreux historiens de Cybèle[Lesquels ?], Marie mère de Dieu aurait hérité des symboles et des fonctions de la « Mère des dieux » : « Marie viendrait remplir une case laissée vide par la défaite et l'exil des divinités féminines, Isis et Cybèle ». Philippe Borgeaud considère que les deux figures de Cybèle et de Marie, ayant un contexte religieux commun, ont exercé l’une sur l’autre une influence réciproque.
Ainsi, les rites de Cybèle se transforment dès le IIe siècle en fonction du christianisme, qui favorise la constitution d’une nouvelle figure d’Attis, devenu, à l’image de Jésus, « le fils de la Mère » ; le berger phrygien, homme fait dieu, s’identifie au Christ, cet autre berger, dieu fait homme.
Théo — Nouvelle Encyclopédie catholique dit  de ces Vierges noires: “Elles semblent avoir été une manière d’amener à Marie ce qui restait, dans la piété populaire, des dévotions à Diane [Artémis] (...) ou Cybèle.” Les processions de l’Assomption de la Vierge Marie trouvent de même leur prototype dans les processions en l’honneur de Cybèle et d’Artémis.

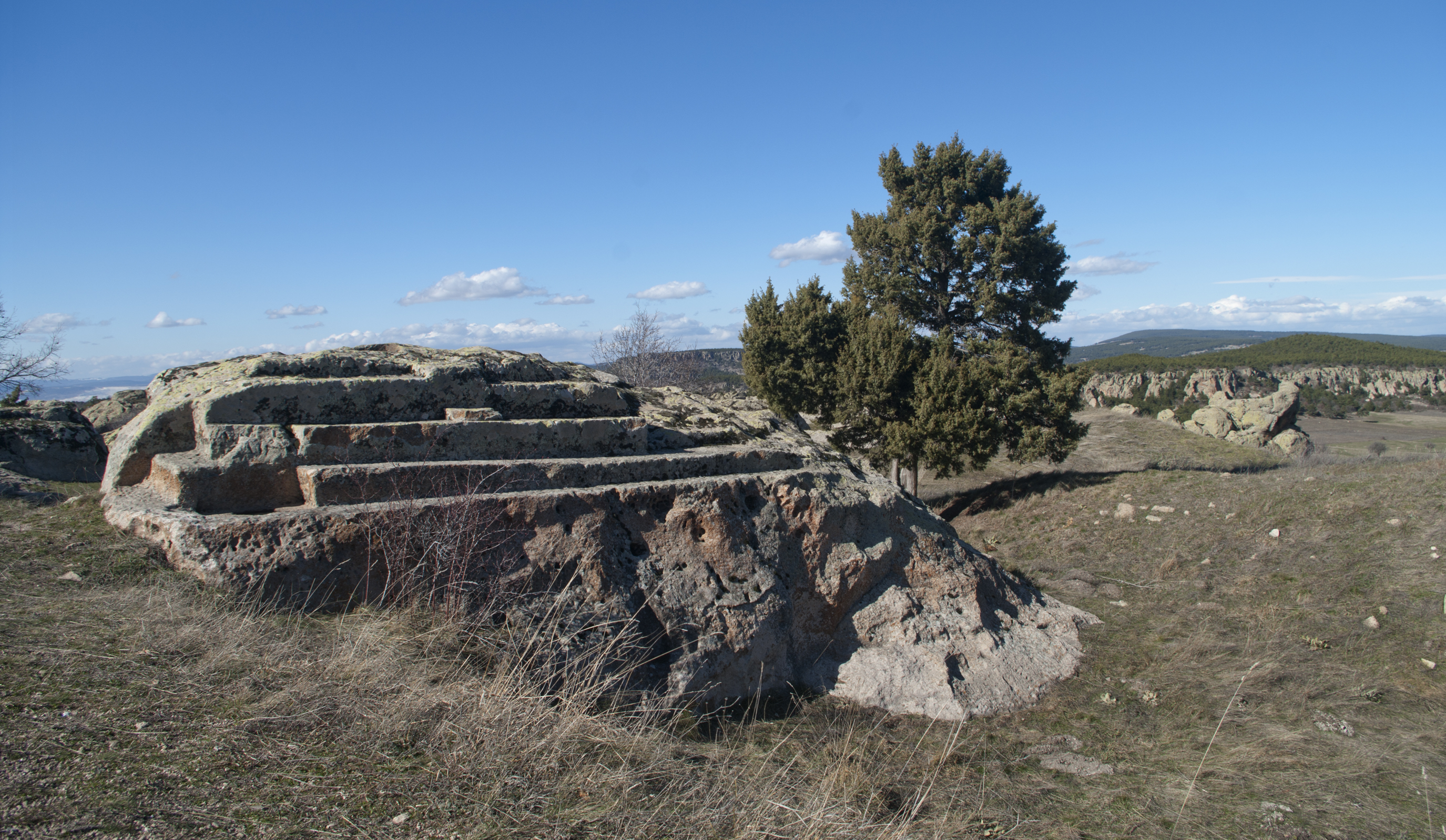
Autel de Cybèle, Midas, Turquie.

Le culte de Cybèle, de son côté, contribue à la promotion de la figure de Marie, en passe d’acquérir un statut divin. La polémique entre Nestorius (patriarche de Constantinople), qui aurait voulu que l’on appelât Marie « Christotokos », « mère du Christ », plutôt que « Theotokos », « mère de Dieu », et Cyrille d'Alexandrie, partisan de cette dernière appellation, lors du concile d’Ephèse en 431, témoigne de cette « tentation redoutable ». De plus, « le discours chrétien sur la chasteté se précise à l'aune des pratiques des galles », les prêtres châtrés qui se consacraient au culte de Cybèle.
À Autun, l'un des premiers martyrs chrétiens de Gaule romaine, saint Symphorien, fut condamné à mort pour s'être moqué d'un cortège de dévots en pleine procession en l'honneur de Cybèle (surnommée Bérécyntia) préférant implorer Marie et soutenir sa foi au Christ.

## Dans l'art moderne

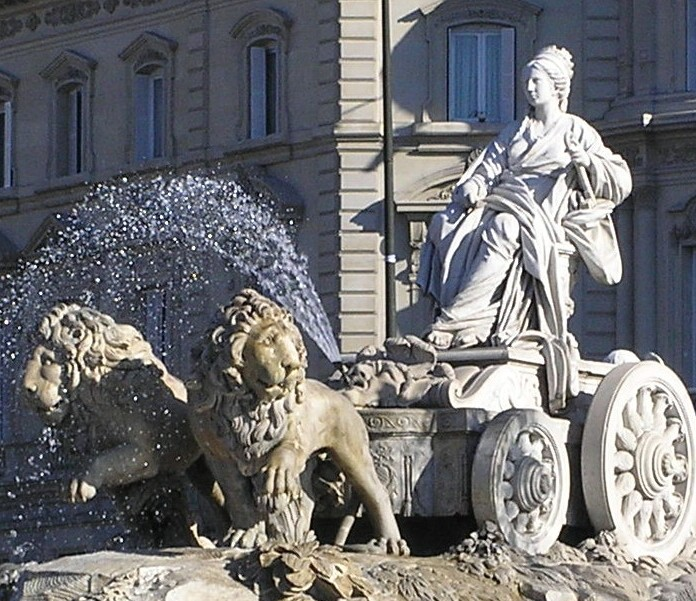
Fontaine de Cybèle sur la place de Cybèle à Madrid.

- Le Corpus Cultus Cybelae Attidisque réfère tous les lieux de cultes antique à travers le monde méditerranéen et oriental en l'honneur de Cybèle.
- Cybèle est l’une des 1 038 femmes dont le nom figure sur le socle de l’œuvre contemporaine The Dinner Party de Judy Chicago. Elle y est associée à la déesse Ishtar, troisième convive de l’aile I de la table[16].
- Cybèle est représentée au centre d’une des fontaines emblématiques de Madrid, la fontaine de Cybèle.
- Cybèle est citée dans les Héros de l'Olympe de Rick Riordan.
- Cybèle est citée dans les poèmes J'aime le souvenir de ces époques nues… et Bohémiens en voyage du recueil Spleen et Idéal de Charles Baudelaire.
- Cybèle est citée dans le poème d'Arthur Rimbaud, Soleil et Chair.
- Cybèle fait partie des nombreux dieux cités dans la série de bande dessinée Astérix.
- Cybèle est citée et de nombreux éléments de son culte chez les Grecs et les Romains sont expliqués dans le tome 5 de la bande dessinée Alix Senator, Le Hurlement de Cybèle.

#### Textes
- Maarten Jozef Vermaseren, Corpus Cultus Cybelae Attidisque, Leyde, coll. « Études préliminaires aux religions orientales dans l’Empire romain », t. III 1977, t. VII 1977, t. IV 1978, t. II 1982, t. V 1986.
- Hérodien, Histoire romaine. Depuis la mort de Marc-Aurèle jusqu’à l’avènement de Gordien III, I
- Bohémiens en voyage, poème de Charles Baudelaire

#### Études
- Ph. Borgeaud, La Mère des dieux. De Cybèle à la Vierge Marie, Le Seuil, 1996.
- Claude Brixhe, « Le nom de Cybèle », dans la revue Die Sprache, no 25, p. 40-45.
- Henri Graillot, Le culte de Cybèle, Mère des dieux, à Rome et dans l'Empire romain, Paris, Fontemoing et Cie éditeurs, coll. « Bibliothèque des Écoles d'Athènes et de Rome no 107 », 1912, 600 p. (lire en ligne).
- Emmanuel Laroche, « Koubaba, déesse anatolienne, et le problème des origines de Cybèle », dans Éléments orientaux dans la religion grecque ancienne. Colloque de Strasbourg, 22-24 mai 1958, Paris, Presses universitaires de France (Travaux du Centre d’études supérieures spécialisé d’histoire des religions, Strasbourg), 1960, p. 113-128.
- Mark Munn, « Kybele as Kubaba in a Lydo-Phrygian Context », dans Billie Jean Collins, Mary R. Bachvarova et Ian C. Rutherford (éd.), Anatolian Interfaces. Hittites, Greeks, and their Neighbours, Oxford, Oxbow Books, 2008, p. 159-164.
- (en) Lynn E. Roller, In Search of God the Mother: the cult of Anatolian Cybele, University of California Press, 1999  (ISBN 0520210247).
- (en) Robert Turcan, Cybele and Attis. The Myth and the Cult, Londres, 1977.